# ATC kod H03
ATC kod H03 Tiroidna terapija su terapeutska podgrupa sistema za anatomsko terapeutsko hemijsku klasifikaciju. Ovaj sistem alfanumeričkih kodova je razvio  za klasifikaciju lekova i drugih medicinskih proizvoda.  Podgrupa H03 je deo anatomske grupe H Hormonski preparati isključujući polne hormone i insulin.

Kodovi za veterinarsku upotrebu (ATCvet kodovi) se mogu formirati stavljanjem slova Q ispred humanih ATC kodova: QH03... 
Nacionalna izdanja ATC klasifikacije mogu da obuhvataju dodatne kodove koji nisu prisutni na ovoj listi.

## H03A Tiroidni preparati

### H03AATiroidni hormoni
H03AA01 Natrijum levotiroksin
H03AA02 Natrijum liotironin
H03AA03 Kombinacije levotiroksina i liotironina
H03AA04 Tiratrikol
H03AA05 Preparati tiroidne žlezde

## H03BAntitiroidnipreparati

### H03BATiouracili
H03BA01 Metiltiouracil
H03BA02 Propiltiouracil
H03BA03 Benziltiouracil

### H03BB Imidazoni derivati sa sumporom
H03BB01 Karbimazol
H03BB02 Tiamazol
H03BB52 Tiamazol, kombinacije

### H03BCPerhlorati
H03BC01 Kalijum perhlorat

### H03BX Drugi antitiroidni preparati
H03BX01 Dijodotirozin
H03BX02 Dibromotirozin